# Акколтык
Акколтык (каз. Аққолтық) — село в Сузакском районе Туркестанской области Казахстана. Входит в состав Жартытобинского сельского округа. Находится примерно в 23 км к югу от районного центра, села Шолаккорган. Код КАТО — 515633200.

## Население
В 1999 году население села составляло 952 человека (496 мужчин и 456 женщин). По данным переписи 2009 года, в селе проживало 977 человек (502 мужчины и 475 женщин).